# Miokus
Miokus (em cirílico: Миокус) é uma vila da Sérvia localizada no município de Šabac, pertencente ao distrito de Mačva, na região de Mačva. A sua população era de 356 habitantes segundo o censo de 2011.

## Demografia
| 1948 | 1953 | 1961 | 1971 | 1981 | 1991 | 2002 | 2011 |
| ---- | ---- | ---- | ---- | ---- | ---- | ---- | ---- |
| 502  | 511  | 476  | 396  | 372  | 340  | 406  | 356  |